# Walter Böwing
Walter Böwing (* 16. September 1906 in Calvörde; † 24. Februar 1996 in Calvörde) war ein deutscher Leichtathlet, der u. a. für Viktoria Magdeburg und 1860 München startete.
Böwing war Hochspringer und nahm 1930 und 1932 an zwei Länderkämpfen teil.
Seine persönliche Bestleistung im Hochsprung stellte er 1929 mit 1,87 m auf. 1930 wurde er 4. bei den Deutschen Meisterschaften.